# Johann Emanuel Ludwig
Johann Emanuel Ludwig, auch Ludewig geschrieben (* 1758; † 1823), war ein preußischer Oberstleutnant.

## Leben
Ludwig diente seit 1773 im Artilleriekorps und wurde als Gießleutnant in der Rangliste für 1795 geführt. 1803/04 war er als Stabskapitän Feuerwerksmeister und in der Königlich Preußischen Gewehrfabrique für die Qualitätskontrolle der dort hergestellten Nothardt-Gewehre zuständig. Ludwig wurde Mitglied der Militärischen Gesellschaft, 1810 Mitglied der Artillerieprüfungskommission und 1812 zum Vorsitzenden der Kommission zur Abnahme des Schießpulvers ernannt. 1812 als Kommandeur der Fußbatterie Nr. 4 im Feldzug in Kurland befehligte er 1813 die Artillerie bei der Belagerung der Zitadelle Spandau, danach die Batterie Nr. 6 (Sechspfünder) unter von Bülow. Im Jahre 1817 wurde als Oberstleutnant verabschiedet.